# Saint-Lys
Saint-Lys is een gemeente in het Franse departement Haute-Garonne (regio Occitanie). De plaats maakt deel uit van het arrondissement Muret. Saint-Lys telde op 1 januari 2022 9.776 inwoners.

## Geografie
De oppervlakte van Saint-Lys bedroeg op 1 januari 2022 21,3 vierkante kilometer; de bevolkingsdichtheid was toen 459 inwoners per km².

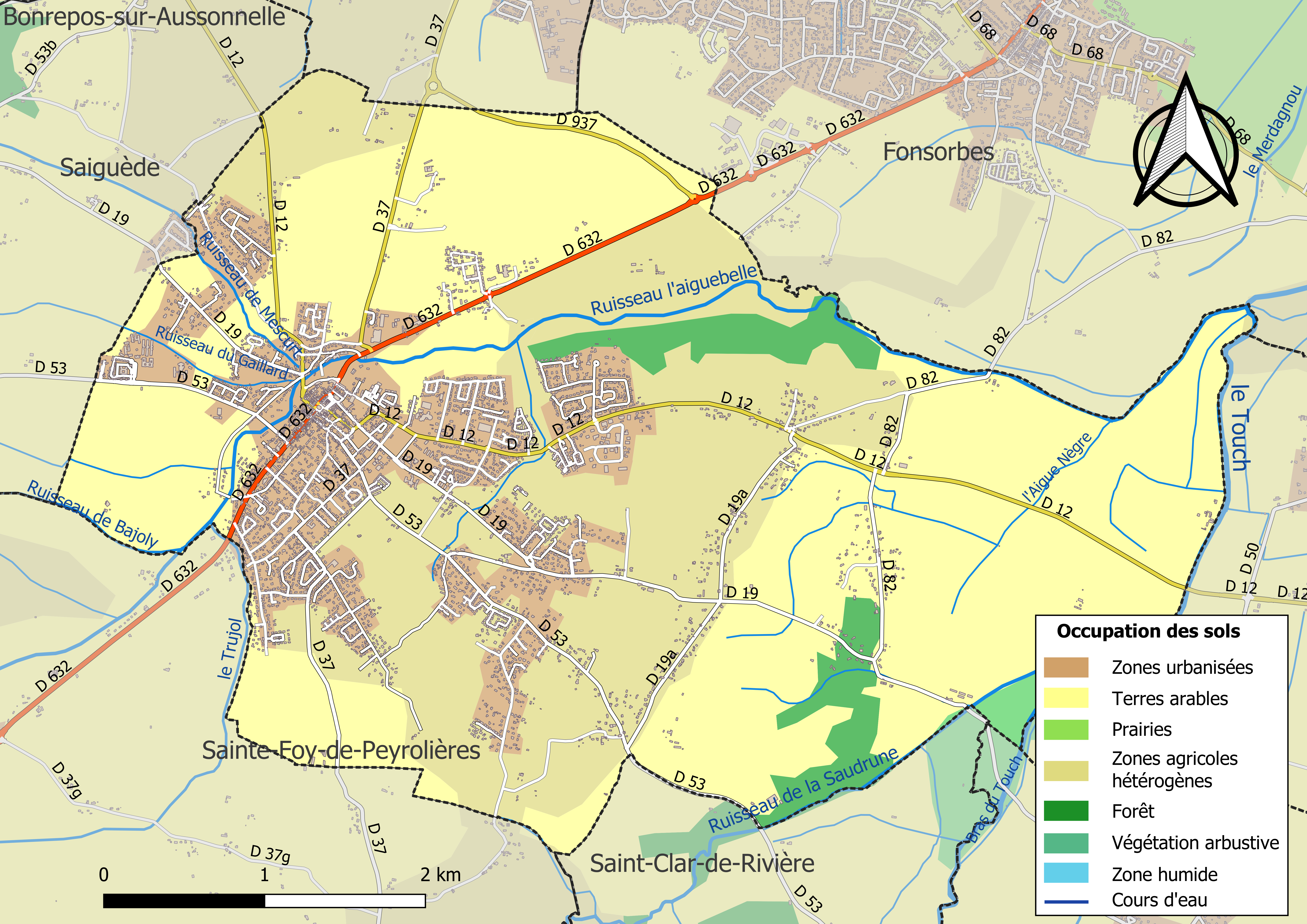
Kaart van de gemeente met belangrijkste infrastructuur, bodemgebruik en omliggende gemeenten

## Demografie
De figuur toont het verloop van het inwonertal (bron: INSEE-tellingen).